# Вајсвасер (Горња Лужица)
Вајсвасер или Бива Вода (њем. Weißwasser/Oberlausitz, глсрп. Běła Woda) град је у њемачкој савезној држави Саксонија. Једно је од 59 општинских средишта округа Герлиц. Према процјени из 2010. у граду је живјело 19.927 становника. Посједује регионалну шифру (AGS) 14626600.

## Географски и демографски подаци
Вајсвасер се налази у савезној држави Саксонија у округу Герлиц. Град се налази на надморској висини од 140 метара. Површина општине износи 63,3 km². У самом граду је, према процјени из 2010. године, живјело 19.927 становника. Просјечна густина становништва износи 315 становника/km².

## Међународна сарадња
| Мјесто | Држава | Врста сарадње | Од    |
| ------ | ------ | ------------- | ----- |
|        | Пољска | партнерство   | 1996. |
| Извор  |        |               |       |